# The Walking Dead (videojuego)
The Walking Dead (también conocido como The Walking Dead: el juego) es un videojuego basado en la serie de cómics de Robert Kirkman. Fue desarrollado por Telltale Games y estaba predestinado a salir en los últimos meses de 2009, pero por falta de tiempo de desarrollo fue lanzado finalmente a inicios de 2012. El juego consta de cinco episodios, lanzados entre abril y noviembre de 2012.
Actualmente el juego está disponible para Xbox 360, PlayStation 3, Microsoft Windows, Android, IOS, OS X, PlayStation 4, PlayStation Vita y Nintendo Switch, y se ha pensado lanzar una versión para Ouya a inicios de 2014.
La ubicación del juego toma lugar en el mismo mundo del cómic, donde los sucesos ocurren poco después del comienzo del apocalipsis zombi en el estado de Georgia. Sin embargo, la mayoría de los personajes son originales del juego, que se centra en un profesor universitario Lee Everett, quién rescata y después toma cuidado de la pequeña Clementine. Kirkman supervisó a la historia del juego para asegurarse de que correspondiera con el tono del cómic, pero permitió que Telltale manejara la mayor parte del trabajo de desarrollo y la historia en específico. Tres personajes del cómic original aparecen en este juego: Hershel Greene, Shawn Greene y Glenn Rhee.
The Walking Dead ha sido aclamado por la crítica, con las críticas que elogian el duro tono emocional de la historia y la enfática conexión que se establece entre Lee y Clementine. El juego ha ganado unos 80 premios "Juego Del Año", incluyendo premios de USA Today, GamesRadar, E! Online, y los Spike Video Game Awards. Más de un millón de jugadores han comprado al menos un episodio de la serie, con más de 8,5 millones de episodios individuales vendidos a finales del 2012, y su éxito se ha visto como una revitalización del debilitado género de los juegos de aventura.
En julio de 2013, Telltale dio un comunicado de un episodio descargable adicional, 400 días, para extender la primera temporada y cerrar la brecha hacia la segunda temporada, cuyo lanzamiento se dio el 17 de diciembre de 2013.

## Jugabilidad
The Walking Dead es un juego de género aventura gráfica "point and click", en el cual tú podrás tomar las decisiones que quieres que tome el protagonista; Lee Everett, dando la opción de poder examinar e interactuar con los objetos y personajes en el espacio. El personaje podrá elegir su amistad y sentimientos hacia los otros personajes a través de diferentes conversaciones durante la historia, produciendo cambios drásticos en la historia. Muchos diálogos tienen un tiempo limitado para responderlas, si no las respondes antes de que el tiempo se acabe, Lee no dirá nada. El hecho de que puedas tomar diferentes decisiones le otorga una "re-jugabilidad" al mismo juego, pudiendo tomar diferentes posturas o averiguar que pasa si tomamos otras decisiones al volverlo a jugar.

## Decisiones
A diferencia de muchos juegos de aventuras gráficas, The Walking Dead no hace hincapié en la resolución de puzles, sino que se enfoca en el desarrollo de la historia y personajes. La historia se ve afectada tanto por las opciones de diálogo del jugador y sus acciones durante los eventos de tiempo rápido, que a menudo puede dar lugar, por ejemplo, a que ciertos personajes mueran, o a un cambio adverso en la resolución de un determinado personaje o personajes hacia Lee. Las decisiones tomadas por el jugador se transfieren de un episodio a otro. Las opciones también fueron rastreadas por Telltale, y se utilizan para influir en el guion de episodios posteriores.
Telltale Games y Robert Kirkman querían desarrollar un juego en el cual podemos elegir las decisiones que tome el personaje durante de la historia. Al final de cada episodio se muestran las 5 decisiones más importantes que tu tomaste y a la vez la que tomo todas las personas que jugaron el episodio:

## Historia

### Episodio 1:UN NUEVO DÍA
Mientras un policía local lleva a Lee desde Atlanta hacia una cárcel, su coche patrulla atropella a un zombi, causando que se salga de la carretera y permitiéndole a Lee escapar, mientras presencia como los zombis atacan. Lee se refugia en una casa cercana, y encuentra que la joven Clementine está allí escondida, sus padres viajaron a Savannah antes de que el desastre ocurriera.
Lee promete cuidar de Clementine y ayudarla a encontrar a sus padres, utilizando un walkie-talkie.
Lee tendrá que decidir si ir de día o de noche.
Ellos encuentran a dos sobrevivientes más (Shawn, Andre o Chet), salen de la ciudad y se refugian en la granja del padre de Shawn, Hershel Greene.
Allí, Lee conoce a Kenny, a su esposa Katjaa y a su pequeño hijo “Duck”, quienes quieren llegar a Savannah para encontrar un bote y poder salir del país. Luego de un ataque de un zombi, Lee decidirá salvar a Shawn o Duck. Independientemente de decidir a quien salvar, Shawn muere, y el grupo es expulsado por Hershel y huyen a Macon, la ciudad natal de Lee.
Duck es atacado por un zombi, suerte no había mordida. Allí se refugian en una droguería junto a otros sobrevivientes: Glenn, Carley, Doug, Lilly y Larry. Lee reconoce la droguería como perteneciente a sus padres, pero no dice nada. Larry piensa que Duck fue mordido.
Más tarde, mientras un zombi ataca a Clementine, Larry sufre de un ataque cardiaco, por lo que Lee deberá tener acceso a las medicinas almacenadas.
Glenn va a un motel mientras esta en contacto con Lee. Carley reconoce a Lee porque mató a un hombre que se acostaba con su esposa. Lee y Carley van al motel en donde está Glenn. Lee encuentra un hacha, mientras matan a los zombis encuentran a Irene, quien fue mordida. Carley le ofrece que fuera con ellos, pero ella se niega. Irene le dice a Carley que le preste su arma para suicidarse. Lee decidirá darle el arma a Irene o Irene logra tomarla por la fuerza.
Lee y Doug distraen a los zombis para ir con el hermano de Lee, este se ve forzado a matar a su hermano, ya transformado en zombi, para obtener acceso a las medicinas almacenadas en la droguería. Gracias a la alarma, atraen muchos zombis. 
Lee debió tomar la difícil decisión de salvar a Carley o a Doug. El grupo se ve forzado a huir hacia el motel, el cual pueden acondicionar con un perímetro de defensa. Glenn se va a Atlanta para buscar a sus amigos. Kenny, Lilly y Lee tratarán de mantener al grupo a salvo.

### Episodio 2:HAMBRIENTOS DE AYUDA
Tres meses después, está Mark, un hombre que tenía provisiones, pero en una semana, se las acabaron. El grupo está cerca a quedarse sin comida. David, un profesor de secundaria, cayó en una trampa de oso, mientras viene un ataque zombi, Lee le cortará la pierna o no (si no se la corta, Travis, un estudiante, tratará de tomar la escopeta de Mark y por accidente este le dispara a Travis) y rescatan a Ben.
Lilly se preocupa de que no queden más recursos para todos. David o Travis, según a quien hayas salvado, despierta como zombi y ataca a Katjaa. Después de matarlo, Ben revela que cualquiera puede transformarse en zombi simplemente falleciendo de cualquier forma; únicamente dañando el cerebro la conversión podría detenerse.
Se encuentran con una familia, los St. Johns, quienes son propietarios de una granja lechera, la cual está bien resguardada de los zombis, los St. Johns les ofrecen al grupo refugio y comida a cambio de combustible. Lee descubre que en la granja, los St. Johns tienen un trato con unos bandidos, el cual consiste en proveerles comida para evitar que los ataquen. Más tarde, encuentra el campamento de una mujer desquiciada llamada Jolene, la cual es asesinada antes de que pueda revelar un secreto sobre los St. Johns.
Lee y Kenny registran la granja y descubren que los St. Johns practican canibalismo, y eso hacen que se coman las piernas de Mark, pero el grupo es separado y encerrado rápidamente, antes de que puedan reaccionar. En el almacenamiento en donde los tienen encerrados, Larry sufre un infarto, por lo que Lee debe tomar la decisión de ayudar a Lilly para salvarlo o ayudar a Kenny aplastando la cabeza de Larry para prevenir que se transforme en zombi, aunque la decisión que tomes igualmente Kenny aplastará la cabeza de Larry.
El grupo se las arregla para escapar y dominar a los St. Johns, dejando el destino de la familia en las manos de los zombis que invadieron la granja, si es que no decidiste cobrar venganza y matarlos. En el camino de regreso al Motel, encuentran un carro abandonado con provisiones, las cuales toman y se llevan, Carley o Doug (dependiendo la decisión que tomó el jugador) encuentra baterías para la cámara en donde encontraron en el campamento de Jolene, y muestra que Jolene los estaba espiando.

### Episodio 3:Largo camino por delante
Una semana más tarde, Lilly descubre que alguien ha estado entregándoles medicamentos a los bandidos, pero antes de que Lee pueda determinar quién es el culpable, tanto bandidos como zombis, atacan el Motel. El grupo es forzado a escapar sin sus provisiones en un tráiler recién reparado, lugar en donde Kenny y Katjaa le revelan a Lee que Duck ha sido mordido durante el ataque. Mientras se alejan del lugar, Lilly demanda justicia por su padre, y mata a Carley o Doug (dependiendo la decisión que tomó el jugador), culpándolo(a) de ser el/ella. Lilly deja el grupo de dos formas distintas, ya sea que Lee la expulsa para que muera, o robando la caravana.
El grupo se encuentra con un tren en medio del camino, el cual aún funciona y comienzan a desplazarse, mientras se encuentran a Chuck dentro del tren, considerándolo como su hogar, y se dirigen en él hacia Savannah. En el camino, Katjaa revela que Duck está casi transformado debido a la mordida, y convence a Kenny para detener el tren y encargarse del niño. Katjaa lleva a Duck hacia el interior de un bosque cercano, en donde se suicida. Lee o Kenny matará a Duck para prevenir su transformación, dependiendo las decisiones del jugador, y continúan con su camino.
Secretamente, Ben le revela a Lee que fue él quien había hecho el trato con los bandidos, y mostró remordimiento por las muertes de Duck y Katjaa. Más adelante, el grupo es ayudado por una pareja, Omid y Christa, para despejar el camino de un contenedor de combustible. Después de esto la pareja se une al grupo.
Ben divisa a lo lejos una horda de cientos de zombis acercándose. Mientras el grupo escapa Omid se hiere una de sus piernas. Lee se ve decidido a ayudar a Omid o a Christa a subir el tren, aunque finalmente los dos terminan subiendo al tren.
Estando cerca de Savannah, el “walkie-talkie” de Clementine se apaga, justo en el momento en el que un hombre misterioso, que tiene el otro walkie-talkie trata de asegurarle a Clementine que estará a salvo tan pronto como se aleje de Lee y sus amigos.

### Episodio 4:Alrededor de cada esquina
Ya en Savannah, el grupo es atacado por una horda de zombis al cual fueron atraídos por el campanario, y Chuck trata de salvarlos. El grupo se refugia en una casa, Christa está muy preocupada por la herida de Omid. El grupo se las arregla para entrar a la casa y revisar que todo esté despejado. Ben le dice a Lee que hay un problema con Kenny: En el ático hay a un zombi que se parece a Duck. Kenny o Lee tendrá que matarlo, y, mientras Lee entierra al zombi, se ve que en ese momento alguien lo está observando.
Kenny y Lee se dirigen al muelle, en donde descubren que no queda ningún bote en el lugar. En ese momento encuentran a Molly, una joven que se dedica a escarbar en cualquier sitio, en busca de objetos que le puedan ser útiles. Molly explica que todos los botes fueron tomados hace mucho tiempo, y que los únicos recursos útiles que quedan están en manos de un grupo llamado Crawford, una comunidad militar Socio-Darwinista, la cual se ha atrincherado de los ataques de los zombis.
Luego de que los zombis los ataquen, Lee es separado de los demás, y se ve obligado a desplazarse por las alcantarillas de la ciudad, mientras observa el cadáver de Chuck. Encuentra un refugio en donde encuentra a Vernon, un médico, y a un grupo de pacientes con cáncer quienes se esconden en la morgue de un hospital abandonado. Vernon se ofrece a ir con Lee para examinar la pierna de Omid. De regreso en la casa, Clementine revela que hay un bote en el garaje de la casa, el cual es examinado por Kenny, quien encuentra que le falta combustible y la batería.
Con la ayuda de Molly y de Vernon, planean un modo de entrar a Crawford para conseguir estos objetos y antibióticos para la herida de Omid. Lee tendrá la opción de llevarse a Clementine a Crawford o quedarse en la casa con Omid. Una vez en Crawford encuentran que todos los habitantes se han transformado en zombis. A pesar de que encuentran todos los objetos de forma segura en la escuela, accidentalmente Ben causa que los zombis invadan la escuela, forzando al grupo a huir. Mientras escapan a través del campanario de la escuela, Ben se resbala y queda colgando ante la horda de zombis, diciendo que merece morir por sus acciones pasadas. Ben vivirá o morirá de acuerdo con las decisiones del jugador.
El grupo regresa a la casa, y luego de restaurar la salud de Omid, Vernon se va, no sin antes decirle a Lee que no cree que él sea una buena figura paterna para Clementine, y ofrecerle llevársela para cuidar de ella. Molly abandona el grupo.
A la mañana siguiente, Lee descubre que Clementine está desaparecida. Mientras la busca alrededor de la casa, Lee es atacado y mordido por un zombi antes de que él pueda dominarle. El grupo encuentra a Lee afuera y éste le muestra la mordida o no, dependiendo de las decisiones del jugador. Lee puede escoger quién va con él o puede ir solo. Consiguen llegar hacia la parte subterránea de la casa la cual no hay nada ni nadie, y se enciende el walkie-talkie, al cual el hombre responde que Clementine no fue secuestrada por Vernon.

### Episodio 5:No queda tiempo
Sabiendo que no le queda mucho tiempo, Lee y el grupo tiene que encontrar una manera de salir. Mientras trata de abrir un elevador Lee se desmaya debido a su mordida. El jugador tendrá la opción de cortarse el brazo o no.
Una vez arriba mientras la horda de zombis vista al final del episodio 3 invade la ciudad, el hombre en el walkie-talkie le dice a Lee que él tiene a Clementine en un hotel en el centro de la ciudad, y que si Lee quiere a la niña, deberá ir por ella.
El grupo regresa a la casa, Kenny (si se queda) es golpeado por el grupo de Crawford y encuentran que Vernon y su grupo robaron el bote. El grupo se da cuenta de que su única opción es rescatar a Clementine y luego huir de la ciudad en búsqueda de otro lugar más seguro. La casa es invadida por zombis, pero el grupo escapa al ático a través de un agujero en la pared, y escapan a la casa vecina. Durante su escape a través de los tejados, Ben (si aún sigue con el grupo) cae al suelo y es atravesado por la varilla de un balcón caído, Christa cae a un agujero de un edificio rescatando el walkie-talkie, y Kenny se sacrifica (de 2 maneras) para detener a los zombis e impedir que alcancen a Omid, Christa y Lee.
Lee continúa sufriendo desmayos y cada vez está más débil a causa de que la infección se está esparciendo rápidamente. Pronto es separado de Omid y Christa. Les dice que se reencuentren en las afueras de la ciudad, en donde él llevará a Clementine para salir de allí.
Lee lucha haciéndose camino a través de la horda de zombis que invadió la ciudad hasta que logra llegar al hotel, llamado The Marsh House. En una habitación, Lee encuentra al hombre con el walkie-talkie sin saber que es él. Este hombre le explica a Lee que él era el dueño del carro con provisiones que el grupo encontró y tomó al final del episodio 2, y que a causa de ello, su familia fue asesinada por los zombis. También explica cómo ha estado siguiendo los movimientos del grupo durante las últimas semanas, destacando las decisiones morales que Lee ha tenido que tomar, y diciendo que no siente que Lee sea el indicado para cuidar a Clementine. Muy pronto Lee se da cuenta de que ese hombre está loco, ya que lo descubre hablándole a una bolsa de lona que dentro esta la cabeza cortada de su esposa.
Lee o Clementine (dependiendo de las decisiones del jugador) matarán al hombre. Para lograr atravesar de forma segura la horda de zombis que está afuera del hotel, Lee recubre a Clementine con la sangre y las vísceras de un zombi muerto, lo cual la disfrazará como uno de ellos. Mientras salen del hotel, Clementine ve a sus padres -ambos transformados en zombis–. Lee pierde la conciencia. Cuando despierta, ve que Clementine lo llevó a una tienda asegurada.
Demasiado débil para moverse por sí mismo y sabiendo que se convertiría en zombi muy pronto, instruye a la desconsolada Clementine para que lo espose a un radiador y de esta forma prevenir que él la pueda lastimar, también la instruye para tratar con un zombi que está en la tienda bloqueando las escaleras hacia el tejado, lugar en donde Clementine podría escapar para encontrar a Omid y a Christa. En sus últimos momentos, Lee le dice a Clementine (dependiendo de la decisión el jugador), que se vaya antes de que él se transforme, o que le dispare para acabar con él para impedir que eso suceda.
Luego de los créditos finales del juego, se ve a Clementine caminando sola en un campo. Ella ve dos figuras (quienes en realidad son Omid y Christa) caminando en la distancia, que se detienen y la observan desde lo lejos. Sostiene su pistola de forma nerviosa mientras observa, decidiendo si llama, o si se va y busca un lugar seguro.

### Episodio Especial:400 Days
Este episodio fue lanzado el 3 de julio de 2013 para PS3, Xbox 360 y PC. El episodio consta de 5 historias de supervivientes diferentes, dentro de los 400 primeros días de infección. Estos 5 personajes (Bonnie, Shel, Russel, Vince y Wyatt) tienen una conexión dentro del juego. Al final se presenta un corto epílogo de una nueva superviviente llamada Tavia, que se encuentra a estos cinco personajes ya en un grupo formado (se desconoce como se encontraron entre sí, ya que al final de la historia de cada uno eran completamente independientes). De acuerdo a las decisiones que se hayan tomado en la historia de cada uno, unos estarán más renuentes a aceptar la oferta de Tavia, así como otros estarán decididos a hacerlo. En este episodio especial encontraremos a un personaje que murió, que puede ser Carley o Doug.

## Reparto
| Personaje       | Actor             |
| --------------- | ----------------- |
| Lee Everett     | Dave Fennoy       |
| Clementine      | Melissa Hutchison |
| Kenny           | Gavin Hammon      |
| Lilly Caul      | Nicki Rapp        |
| Ben Paul        | Trevor Hoffmann   |
| Christa         | Mara Junot        |
| Omid            | Owen Thomas       |
| Katjaa          | Cissy Jones       |
| Duck            | Max Kaufman       |
| Larry Caul      | Terence McGovern  |
| Doug            | Sam Joan          |
| Carley          | Nicole Vigil      |
| Chuck           | Roger Jackson     |
| Brie            | Cissy Jones       |
| El Extraño      | Anthony Lam       |
| Andy St. John   | Adam Harrington   |
| Danny St. John  | Brian Sommer      |
| Brenda St. John | Jeanie Kelsey     |
| Vernon          | Butch Eagle       |
| Molly           | Erin Yvette       |
| Glenn Rhee      | Nick Herman       |

## Secuelas
El éxito del juego original sirvió para el desarrollo de un par de secuelas más, además de un spin-off centrado en el personaje del cómic, Michonne
The Walking Dead: Season Two, la secuela directa del primer videojuego, fue lanzado en diciembre de 2013, con un total de 5 episodios, al igual que la entrega pasada. La historia se situaba dos años después de los acontecimientos de la primera temporada, centrándose completamente en una Clementine que se veía forzada a madurar en un mundo cada vez más hostil y peligroso.
El spin-off denominado The Walking Dead: Michonne tomaba lugar entre los acontecimientos de la segunda y tercera temporada, mostrando el descenso a la locura del personaje de los cómics en su duelo por superar la muerte de sus dos hijas. Dicho juego fue publicado en febrero de 2016 con un total de tres episodios.
El 26 de diciembre de 2016, saldrían a la luz los primeros dos episodios, de la tercera temporada titulada The Walking Dead: A New Frontier, la cual tomaba acción un par de años después del final de la segunda entrega, mostrando la historia de Javier García , cuyo objetivo es proteger a los miembros restantes de su familia de una nueva amenaza conocida como "A New Frontier", un grupo revolucionario de sobrevivientes. El personaje de Clementine estuvo presente a lo largo de los cinco episodios, aunque esta vez con un rol más secundario a comparación de las primeras entregas.
Finalmente, el 14 de agosto de 2018 se lanzaría la última entrega de la franquicia que cerraría la historia planteada a lo largo de las tres temporadas anteriores. Con un total de cuatro episodios, The Walking Dead: The Final Season pondría fin a la historia de Clementine, quien, un par de años después de los sucesos de A New Frontier, encontraría un lugar al cual pertenecer junto a un crecido AJ, rodeados de personas que al igual que ellos tuvieron que crecer en un mundo devastado por la tragedia y el sufrimiento, teniendo que enfrentarse a una última amenaza antes de poder conseguir la paz que tanto anhelan.